# Repubblica Ceca all'Eurovision Young Musicians
La Repubblica Ceca, presentata dall'edizione 2024 come Cechia, ha debuttato all'Eurovision Young Musicians 2002, svoltosi a Berlino, in Germania.
Nel corso delle sue partecipazioni ha guadagnato la sua prima vittoria solo nell'edizione 2022, svoltosi a Montpellier, in Francia.

## Partecipazioni
- Primo posto
- Secondo posto
- Terzo posto

| Anno                            | Artista             | Strumento           | Canzone | Posizione           | Posizione           |
| Anno                            | Artista             | Strumento           | Canzone | Finale              | Semifinale          |
| ------------------------------- | ------------------- | ------------------- | --- | ------------------- | ------------------- |
| 2002                            | Jakub Tylman        | Violoncello         | 1) Hungarian Rhapsody di David Popper | F                   | N.A.                |
| Nessuna partecipazione nel 2004 |                     |                     | |                     |                     |
| 2006                            | Markéta Janoušková  | Violino             | N.A. | Non qualificata     | Non qualificata     |
| Nessuna partecipazione nel 2008 |                     |                     | |                     |                     |
| 2010                            | Lukáš Dittrich      | Clarinetto          | N.A. | Non qualificata     | Non qualificata     |
| 2012                            | Michaela Špačková   | Fagotto             | 1) Concerto per Fagotto, No.2, f-moll, 1° e 2° movimento, di Ludwig Milde 2) Recitative, Sicilliene et Rondo (1905-1991), di Eugéne Bozza 3) Concerto per Fagotto, F-dur, 1° movimento, di Carl Maria von Weber (Serata finale)                                                       | F                   | N.A.                |
| 2014                            | Martin Kot          | Fisarmonica         | 1) Flick-Flack, di Albert Vossen (Suonata anche nella serata finale) | F                   | Niente semifinali   |
| 2016                            | Robert Bílý         | Pianoforte          | 1) Concerto per pianoforte, Op. 38, Allegro Molto, di Samuel Barber | 2º                  | Niente semifinali   |
| 2018                            | Indi Stivín         | Contrabbasso        | 1) Bohemian Suite, 1° Movimento: "Celts", di Indi Stivín 2) Bohemian Suite, 2° Movimento: "Czech Country", di Indi Stivín 3) Bohemian Suite, 3° Movimento: "Tarantella Praga", di Indi Stivín 4) 2° e 3° movimento da Bohemian Suite per contrabbasso, di Indi Stivín (Serata finale) | F                   | N.A.                |
| 2020                            | Edizione cancellata | Edizione cancellata | Edizione cancellata | Edizione cancellata | Edizione cancellata |
| 2022                            | Daniel Matejča      | Violino             | 1) 3° e 4° motivo dal Concerto per violino n. 1 di Dmitrij Šostakovič | 1º                  | Niente semifinali   |
| 2024                            | Adam Znamirovský    | Pianoforte          | 1) 3° movimento dal Concerto per pianoforte n. 2 di Camille Saint-Saëns | F                   | Niente semifinali   |